# Suspiria
Pour les articles homonymes, voir Suspiria (homonymie).
Série Trilogie des trois mères
Inferno
(1980)
Pour plus de détails, voir Fiche technique et Distribution.
Suspiria est un film d'épouvante fantastique italien réalisé par Dario Argento, sorti en 1977, constituant le premier volet de la Trilogie des trois mères, précédant Inferno (1980) et La Troisième Mère (2007).
Le film suit une jeune Américaine qui vient étudier le ballet dans une école allemande mondialement réputée, mais elle se rend vite compte que l'école est le théâtre de phénomènes paranormaux inquiétants. Elle comprend peu à peu que les fondateurs mêmes de l'école faisaient usage de magie noire.
Suspiria reste à ce jour l'un des films les plus connus et reconnus de Dario Argento. Il a souvent été décrit comme une œuvre de rupture dans sa carrière : c'est dans ce film que le réalisateur italien, dont le genre de référence est le giallo, s'est aventuré pour la première fois dans l'univers du paranormal.

## Synopsis
C'est par une nuit d'orage que Suzy Banner, une jeune étudiante américaine, atterrit à Fribourg-en-Brisgau pour intégrer l'une des meilleures académies de danse classique au monde.
Suzy parvient à trouver un taxi qui, de mauvaise grâce et sous une pluie battante, la conduit jusqu'à l'école. À peine arrivée, la jeune danseuse assiste à une scène étrange : sur le perron, une femme affolée semble crier une mise en garde à quelqu'un situé dans le bâtiment. À cause de la tempête, Suzy n'entend pas les propos de l'inconnue. Celle-ci claque aussitôt la porte et s'enfuit à toutes jambes. La personne de l'autre côté de l'interphone refuse de laisser entrer Suzy qui doit de ce fait passer la nuit en ville.
Pendant ce temps, l'inconnue, prénommée Pat, a trouvé refuge chez une amie qui fréquente l'école. Mais bientôt, elle se fait massacrer par un mystérieux personnage dont on ne voit que le bras, qui commence par la frapper à plusieurs reprises contre une fenêtre, puis l'éventre avec un couteau et enfin la pend en la jetant à travers une grande verrière. Son amie, qui s'est précipitée pour l'aider, se fait également assassiner, empalée par des morceaux de verre et de métal.
Le lendemain, pendant que l'on enquête sur la mort de Pat, Suzy entre à l'académie de danse, où elle fait la connaissance de la vice-directrice, Madame Blanche, et de la professeure, Mlle Tanner ; on lui présente également ses camarades de classe, dont Sarah et Olga, avec lesquelles elle devra cohabiter dans un appartement en ville en attendant que sa chambre soit prête. Sentant une atmosphère tendue dans l'académie, Suzy demande à rester dans l'appartement d'Olga même si sa chambre est prête le lendemain. Peu après, la jeune fille croise dans le couloir la cuisinière de l'école, qui astique un étrange objet dont le reflet aveugle la jeune fille, ce qui lui fait perdre soudainement ses forces. Après s'être évanouie lors d'une séance de danse, un médecin prescrit à Suzy une cure de repos et du vin rouge ; la jeune fille est également contrainte de prendre un logement à l'académie.
Suzy devient amie avec Sarah, dont la chambre jouxte la sienne. Alors que les étudiants se préparent à dîner, une myriade de larves commence à tomber du plafond, provoquant une panique générale. Après vérification, on découvre que les larves proviennent d'un colis de viande pourrie qu'on avait stocké au grenier. Madame Blanche annonce qu'en attendant que la désinfection et le nettoyage des chambres soient effectués, les étudiants doivent dormir sur des lits de fortune dans la salle d'exercice. Alors qu'elle s'endort entourée de tout le monde, Sarah entend soudain un étrange sifflement qui provient non pas des autres étudiants mais de derrière le rideau. Alors qu'elle réveille Sarah, cette dernière lui dit croire que le sifflement en question est le ronflement du directeur de l'école. Elle lui révèle que personne n'a jamais vu ce directeur et qu'il est censé être à l'étranger d'après Madame Blanche. Sarah lui apprend également que les professeurs de l'académie, au lieu de partir après les cours comme ils le prétendent, restent en fait dans le bâtiment la nuit : en témoignent les bruits de pas entendus chaque nuit dans les couloirs.
Le lendemain, Daniel, le pianiste aveugle de l'académie, est renvoyé après que son chien-guide eut mordu Albert, le neveu de Madame Blanche. Pendant ce temps, Sarah, qui est de plus en plus agitée, s'échine à percer le mystère qui entoure l'école. Lorsqu'elle invite Suzy à l'aider à suivre les traces de pas dans le couloir, cette dernière tombe inexplicablement dans un profond sommeil. Pendant ce temps, Daniel traverse une place déserte la nuit avec son chien-guide. Au milieu de la place, le chien se met à aboyer furieusement tout autour de lui. Daniel est convaincu qu'une menace s'approche, mais il ne parvient pas à en identifier la provenance. C'est alors que le chien se jette sur lui et l'égorge.
Sarah révèle à Suzy qu'elle et Pat étaient autrefois des amies proches, et qu'elle avait tenu des propos étranges ces derniers temps. Suzy tente alors de reconstituer les propos qu'elle a entendus Pat prononcer la nuit de son arrivée, mais tout ce dont elle se souvient, ce sont les mots « secret » et « Iris ». Elles cherchent ensuite les notes que Pat avait écrites dans sa chambre, mais elles découvrent qu'elles ont été volées. Pendant ce temps, Suzy s'endort à nouveau et Sarah tente vainement de la réveiller. Ce faisant, elle entend de plus en plus de bruits et de lumières suspectes de part et d'autre de la chambre et elle décide de s'enfuir. Elle erre dans les couloirs de plus en plus terrorisée par ce qu'elle croit entendre s'approcher. Elle se réfugie finalement dans le grenier, puis tombe précipitamment dans une pièce remplie de fil de fer barbelé qui l'entaille de toute part. Mais alors qu'elle lutte pour se libérer, un personnage surgit et lui tranche la gorge.
Le lendemain matin, Mlle Tanner annonce à Suzy que Sarah est partie soudainement et sans explication. Suzy ne la croit pas et décide de rencontrer un psychologue, le Dr Mandel, avec qui Sarah avait pris contact quelque temps auparavant. Le docteur lui raconte que Sarah était fascinée par une histoire que Pat lui avait racontée quelque temps auparavant, selon laquelle l'académie était fondée par Helena Markos, une émigrée grecque que beaucoup considèrent comme une sorcière. En plus de danser à l'académie, elle enseignait la magie noire, avec une congrégation d'autres sorcières ; un de ses collègues, expert en paranormal, le professeur Milius, lui dit également que l'histoire de Markos est loin d'être impossible, car la magie existe bel et bien ; si Markos a effectivement réuni des sorcières autour d'elle pour faire le mal, le seul moyen de s'en débarrasser est de la tuer. Milius lui récite également un proverbe latin : « Quoddam ubiquæ, quoddam semper, quoddam ab omnibus creditum est », la magie est cette chose à laquelle tous croient toujours.
Suzy retourne à l'école et découvre que tous les étudiants sont au théâtre. Se retrouvant seule dans l'académie, elle évite de boire le vin qu'on lui sert, manifestement drogué, et suit les bruits de pas dans les couloirs. Lorsqu'elle entre dans le bureau de Madame Blanche, elle observe les décorations sur les murs et se souvient de la phrase complète de Pat : « Le secret que j'ai vu derrière la porte ; des trois iris, tourne le bleu ». En manipulant l'iris bleu, elle parvient à trouver un passage secret, où elle trouve Blanche, Tanner et les autres membres de la congrégation en train de se quereller à son sujet, pour déterminer comment ils vont la tuer. Dans une autre pièce, Suzy trouve le cadavre de Sarah cloué dans un cercueil.
En cherchant à se protéger des sorcières, Suzy entre dans une autre pièce, où elle réveille accidentellement ce qui s'avère être Helena Markos elle-même. Cette dernière, invisible, réanime illusoirement le corps de Sarah et lui ordonne d'attaquer Suzy, mais cette dernière parvient à poignarder la sorcière avec un cristal décoratif. La mort d'Helena Markos entraîne également celle de toutes les autres sorcières et l'académie s'embrase. Suzy parvient à s'échapper alors que le bâtiment est complètement détruit.

## Fiche technique
- Titre original : Suspiria[1]
- Titre français : Suspiria ou Soupirs[2]
- Réalisation : Dario Argento
- Scénario : Dario Argento et Daria Nicolodi, d'après Suspiria de Profundis de Thomas de Quincey
- Musique : Goblin
- Décors : Giuseppe Bassan
- Costumes : Pierangelo Cicoletti
- Photographie : Luciano Tovoli
- Son : Luciano Anzellotti
- Montage : Franco Fraticelli
- Effets spéciaux : Germano Natali (it)
- Production : Claudio Argento et Salvatore Argento
- Sociétés de production : Seda Spettacoli
- Sociétés de distribution : Produzioni Atlas Consorziate (Italie) ; Les Films Jacques Leitienne et TF1 Vidéo (France)
- Pays de production :  Italie
- Langue originale : italien
- Format[3] : couleur (Technicolor) – 2,35:1 – Son mono – 35 mm
- Genre : épouvante fantastique
- Durée : 98 minutes
- Dates de sortie[4] :
  - Italie : 1er février 1977
  - France : mars 1977 (Festival du film fantastique de Paris) ; 18 mai 1977[2] (sortie nationale)
- Classification :
  - France : interdit aux moins de 16 ans lors de sa sortie en salles.

## Distribution
- Jessica Harper (VF : Annie Landry) : Suzy Banner
- Stefania Casini : Sarah
- Flavio Bucci : Daniel, le pianiste aveugle
- Miguel Bosé : Mark
- Alida Valli (VF : Geneviève Hersent) : Mlle Tanner
- Joan Bennett : Mme Blanc
- Barbara Magnolfi : Olga
- Susanna Javicoli : Sonia
- Eva Axén : Patricia Hingle, dite « Pat »
- Rudolf Schündler : Pr Milius
- Udo Kier :  Dr Frank Mandel
- Renato Scarpa : Pr Verdegast
- Renata Zamengo : Caroline
- Franca Scagnetti (it) : La cuisinière
- Margherita Horowitz : une enseignante
- Fulvio Mingozzi : le chauffeur de taxi
- Giuseppe Transocchi : Pavlo, le serviteur muet
- Lela Svasta : Helena Markos / Mater Suspiriorum

## Production

### Scénario

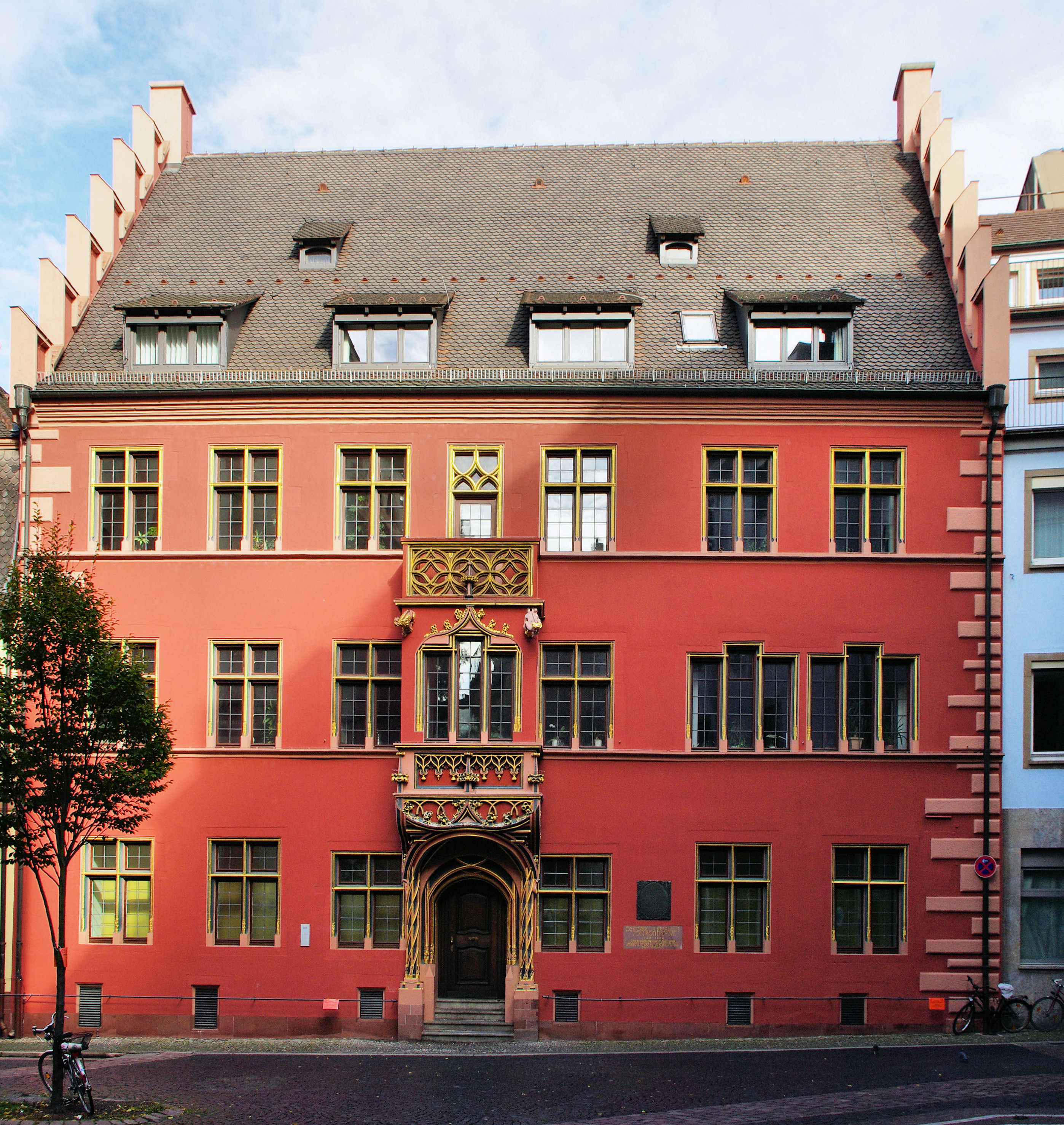
La façade de la Haus zum Walfisch à Fribourg-en-Brisgau utilisée dans le film.

Dario Argento s'est inspiré d'un passage du livre Suspiria de Profundis du britannique Thomas de Quincey dans lequel l'auteur évoque un rêve fait au sujet de trois sœurs funestes : Mater Suspiriorum, Mater Lacrimarum et Mater Tenebrarum,. Celles-ci seraient des entités assez semblables, quoique plus sombres, aux trois Parques ou aux trois Grâces de la mythologie gréco-romaine.

« Nous avons commencé à penser à ces femmes nées de l'imagination de De Quincey, et autour de l'idée originale, Daria et moi avons construit une légende [...] les trois mères avaient été trois sœurs diaboliques qui, au XIe siècle, avaient jeté les bases de la sorcellerie : Mater Suspiriorum (l'aînée), Mater Tenebrarum (la plus belle) et Mater Lacrimarum (la cadette et la plus cruelle). Après avoir semé la mort et la destruction, chacune augmentant ce faisant ses propres pouvoirs, elles se sont unies dans le but de trouver trois endroits où elles pourraient demeurer pour toujours et gouverner le monde de là. »

Le réalisateur a déclaré que l'inspiration initiale du film lui est venue d'un voyage dans les « capitales européennes de la magie » (Turin, Lyon et Prague) et d'une visite dans une école Steiner située près de Bâle, au centre du « triangle magique » formé au croisement des frontières de trois États (France, Allemagne de l'Ouest et Suisse). Le choix du lieu de l'action (Fribourg-en-Brisgau et la Forêt-Noire) vient de Dario Argento.
Daria Nicolodi a aidé Argento à écrire le scénario du film, qui combinait les thèmes occultes qui intéressaient Argento avec des contes de fées qui étaient une source d'inspiration pour Nicolodi, comme Les Aventures d'Alice au pays des merveilles, La Barbe bleue et Les Aventures de Pinocchio. Lors d'un entretien paru en 2007 dans le journal Télérama, Dario Argento a déclaré avoir essayé avec Suspiria de « mélanger l'univers des contes de Walt Disney et de Grimm avec la violence de L'Exorciste ». Daria Nicolodi a aussi cité comme source d'inspiration les histoires de sa grand-mère Yvonne Muller Loeb Casella. Cette dernière, célèbre pianiste d'origine française, lui a raconté ses expériences dans un institut français d'art et de musique (dont l'actrice a préféré taire le nom) qu'elle avait fréquenté lors d'un cours de perfectionnement et qu'elle avait fui après avoir découvert que la pédagogie officielle était en fait un écran de fumée derrière lequel se cachait une véritable école de magie noire. La véracité de cette histoire a cependant été plus tard démentie par Dario Argento. Le personnage principal de Susy Bannion est inspiré de Blanche-Neige,. Le dénouement du film est basé sur un rêve que Nicolodi a fait pendant son séjour à Los Angeles. Dans son rêve, elle se trouvait dans une pièce sombre en présence d'une sorcière invisible ; dans la pièce se trouvait également une panthère qui a soudainement explosé en mille morceaux. Dans la scène du film, la panthère qui explose est en porcelaine.
Dario Argento a affirmé avoir conçu une école de danse comme couverture d'une assemblée de sorcières en raison de la valeur magique traditionnellement attribuée par ces dernières à la danse : selon ces croyances, certains mouvements corporels conduiraient à la transcendance de celui qui les pratique.

#### Citation latine
La citation latine du professeur Milius (Rudolf Schündler) dans le film, « la magia è quoddam ubique, quoddam semper, quoddam ab omnibus creditum est » (litt. « la magie est cette chose qui est crue partout, toujours et par tous »), est tirée de l'ouvrage de James Frazer, Le Rameau d'or : « Si la preuve de la vérité réside dans le nombre de personnes qui la croient, la magie, bien plus justement que l'Église catholique, peut faire appel à la fière devise "Quod semper, quod ubique, quod ab omnibus" comme une approbation indiscutable de sa propre infaillibilité », elle-même une modification d'une célèbre phrase du Ve siècle de notre ère attribuée à Vincent de Lérins « Magnopere curandum est ut id teneatur quod ubique, quod semper, quod ab omnibus creditum est » (litt. « Il faut veiller avec le plus grand soin à tenir pour vrai ce qui a été cru partout, toujours et par tous »).

### Attribution des rôles
Pendant la phase préparatoire du film, Argento et sa compagne Daria Nicolodi ont fait un voyage à Los Angeles au cours duquel ils ont auditionné plusieurs actrices. Le réalisateur a choisi Jessica Harper après l'avoir remarquée dans Phantom of the Paradise de Brian de Palma. Quand il l'a rencontrée à Los Angeles, Argento a été frappé par son visage enfantin et en particulier par ses grands yeux qui lui rappelaient ceux des mangas japonais,. Après avoir obtenu son rôle dans le film, Harper a regardé Quatre Mouches de velours gris (1971) d'Argento pour mieux comprendre le style du réalisateur. Harper a refusé un rôle dans Annie Hall (1977) de Woody Allen pour pouvoir jouer dans le film.
Argento a fait appel à l'actrice italienne Stefania Casini pour jouer le second rôle de Sarah, ce qu'elle a accepté, car elle était une admiratrice de sa filmographie. Daria Nicolodi devait initialement jouer le rôle de Sarah, mais elle n'a pas pu le faire en raison d'une blessure, et Casini a été engagée à la dernière minute. Finalement, Nicolodi fait une apparition dans la première scène du film dans l'aéroport (la femme blonde en rose). Elle a également prêté sa voix à Helena Markos alias Mater Suspiriorum, incarnée à l'écran par Lela Svasta. Cette dernière est l'actrice la plus âgée avec laquelle Dario Argento a travaillé dans sa carrière cinématographique : elle avait en effet 94 ans et elle a été embauchée par le réalisateur alors qu'elle résidait dans une maison de retraite à une centaine de kilomètres de Rome. L'auteur se souvient qu'elle a été agréablement surprise par les décors et les trucages du plateau de tournage.
Le serviteur muet Pavlo devait à l'origine être joué par un véritable malade mental, raison pour laquelle Argento a visité de nombreux hôpitaux psychiatriques, mais a finalement trouvé la personne idéale (Giuseppe Transocchi) dans un bâtiment de la poste. Pour le rôle de Madame Blanc, Argento a opté pour Joan Bennett, également influencé par le fait qu'elle avait été pendant plusieurs années l'actrice principale de Fritz Lang, l'un de ses réalisateurs préférés. L'acteur allemand Udo Kier a été choisi pour le second rôle mineur de Frank Mandel.

### Tournage

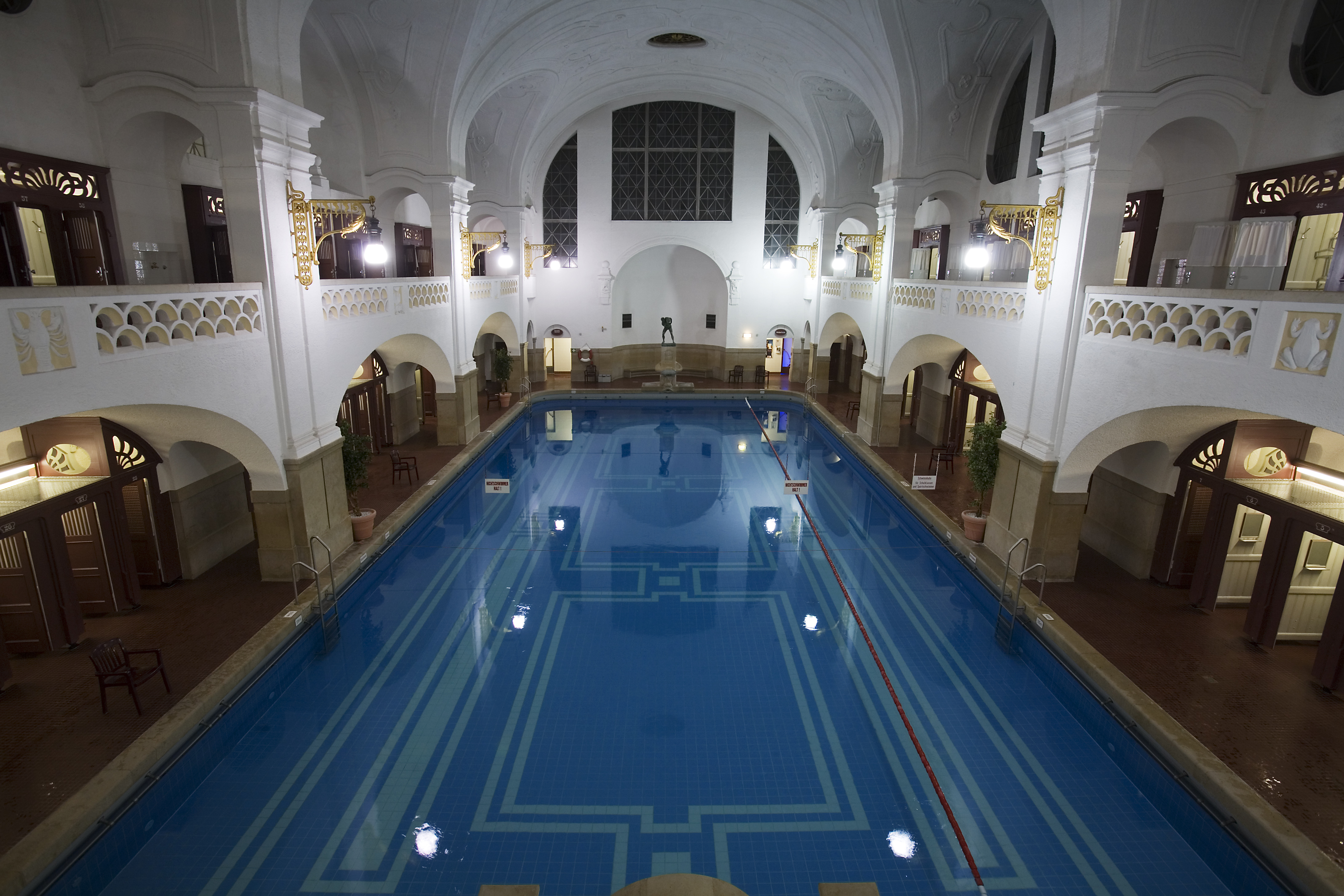
Le grand bassin du Müllersches Volksbad à Munich, lieu de tournage du film.

Le film a été tourné dans différents endroits en Allemagne de l'Ouest, comme la Forêt-Noire, Munich et Fribourg-en-Brisgau. Dans cette dernière ville, la Haus zum Walfisch (litt. « Maison de la baleine »), a été initialement choisie comme cadre de l'académie de danse. Il s'agit d'un palais du XVIe siècle autrefois habité par Érasme de Rotterdam, où la légende veut qu'il ait écrit son célèbre Éloge de la folie. À l'époque de la production du film, il s'agissait d'une caisse d'épargne et la possibilité d'y tourner certaines scènes a rapidement été hors de question, de sorte que la production a été contrainte de reconstruire les extérieurs et les intérieurs du bâtiment dans les studios Incir De Paolis à Rome, bien que certaines parties filmées dans la maison du philosophe soient restées dans le montage final. Un autre lieu célèbre est la Königsplatz de Munich, où le pianiste aveugle Daniel - joué par Flavio Bucci - est attaqué et tué par son chien guide d'aveugle. Luciano Tovoli a déclaré que cette scène était extrêmement compliquée à filmer en raison de l'immensité de la place, qui rendait difficile un éclairage correct de l'image : il a fallu environ une semaine pour la réaliser à l'aide de tourelles et de lampes à arc. En outre, un système ingénieux et ancien a été utilisé pour simuler le vol de l'aigle : la caméra était reliée à un chariot aérien qui se déplaçait sur un câble d'acier de 150 mètres via des poulies.
Un certain nombre d'autres lieux peuvent également être rattachés à Munich : l'aéroport de Munich-Riem où la protagoniste atterrit au début du film, le Müllersches Volksbad, une piscine de style art nouveau où Susy et Sarah se baignent, la tour BMW où se tient la conférence sur la psychiatrie, la brasserie Hofbräuhaus am Platzl et le siège actuel du département de la culture (Kulturreferat) dans la vieille Burgstrasse, dont l'extérieur identifie le bâtiment où les deux premiers meurtres brutaux ont lieu.
La célèbre scène dans laquelle Stefania Casini tombe dans un amas de fils de fer barbelés a été filmée dans une vraie pièce remplie de barbelés. Les instructions d'Argento à l'actrice étaient simplement de sauter dans l'enchevêtrement de fils et d'essayer de faire quelques pas. En fait, l'actrice n'a réussi à progresser que très peu avant d'être complètement bloquée par les fils, à tel point qu'il a fallu utiliser des cisailles et beaucoup de patience pour la libérer. De plus, le fil barbelé a causé de nombreuses écorchures sur le corps de l'actrice, c'est pourquoi la scène n'a nécessité qu'une seule prise.
Certaines scènes mineures, notamment l'exploration dans les greniers de l'école de danse, ont été tournées à Santa Maria di Galeria, un hameau de Rome non loin du lac de Bracciano. Argento lui-même, dans le livre Dario Argento, si gira ! publié fin 2014, a toutefois démenti les rumeurs récurrentes selon lesquelles certains tournages auraient eu lieu à la Villa Capriglio à Turin.
Le réalisateur aurait eu pour projet initial de faire se dérouler le film dans un pensionnat pour enfants de 8 à 12 ans. Toutefois, Salvatore Argento, son père et producteur pour ce film, refusa le projet au motif que les distributeurs et en particulier Focus Features interdiraient la projection d'un film d'horreur faisant intervenir des acteurs aussi jeunes. Argento dut consentir à embaucher des acteurs plus âgés mais refusa de changer le script. Les poignées de portes du décor furent surélevées afin d'obliger les acteurs à ouvrir les portes comme l'auraient fait des enfants : l'idée était de transmettre au public la difficulté qu'ont les enfants à atteindre la poignée, véritable clé de l'ouverture vers l'extérieur. En outre, dans certaines scènes, les personnages féminins ont un comportement enfantin flagrant (voir les scènes contrastées entre Olga et Sara),. Le film a été tourné pratiquement dans l'ordre des séquences et le montage en a donc été facilité : il n'a duré qu'une dizaine de jours, débutant le 26 juillet 1976. Dario Argento passait très fort la bande-son que le groupe Goblin avait composée pour le film afin de mettre les acteurs dans l'atmosphère étrange, baroque et ésotérique du film.

### Photographie

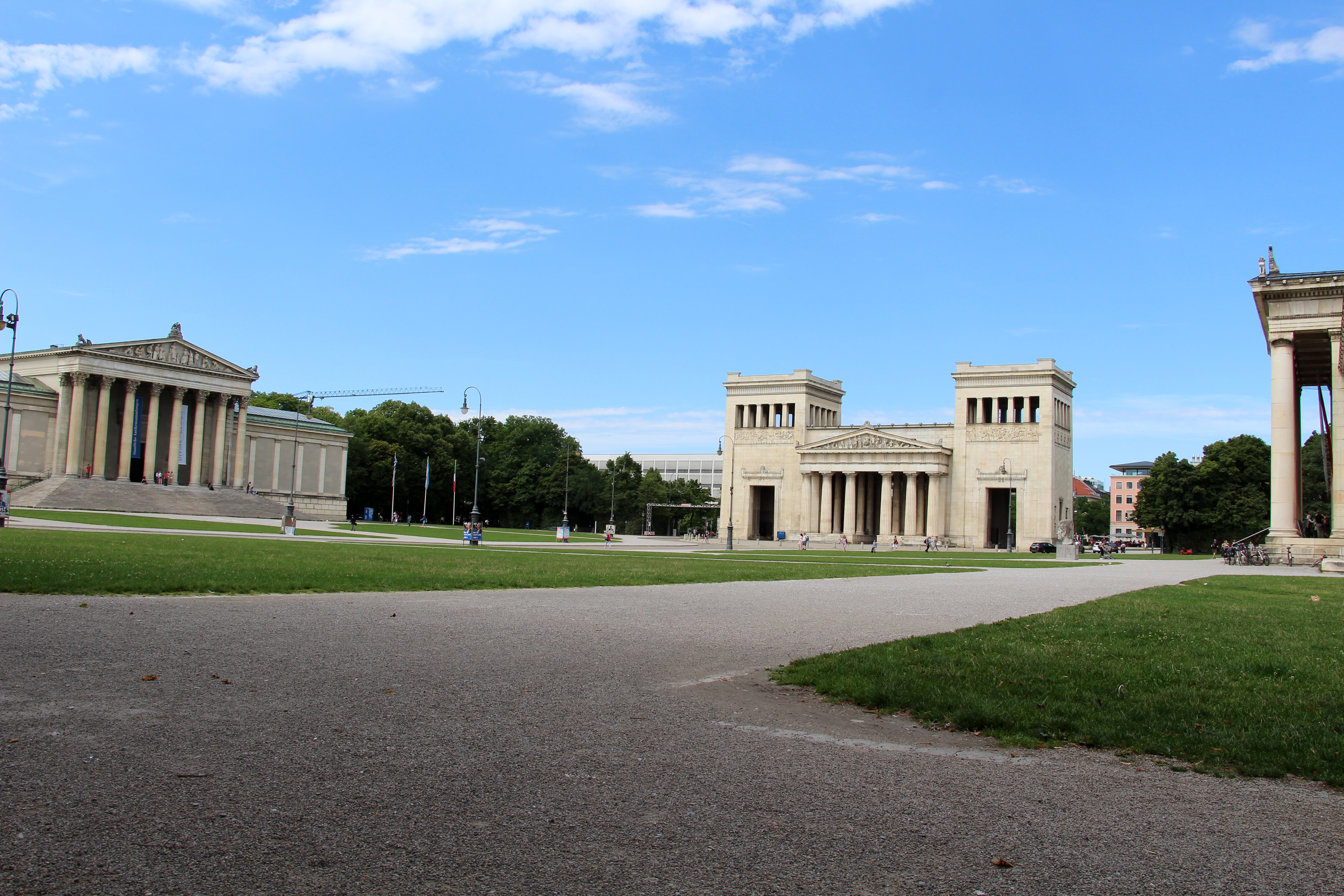
La Königsplatz à Munich où Flavio Bucci est attaqué par son chien guide d'aveugle.

La photographie du film, réalisée par Luciano Tovoli (tandis que la conception des décors est de Giuseppe Bassan), se caractérise par l'utilisation d'objectifs anamorphiques et de lampes à arc devant lesquelles étaient placées des nappes de couleur (au lieu de la gélatine habituelle) afin de pouvoir les placer au plus près du visage des acteurs, donnant l'impression que les couleurs avaient été jetées sur leur visage comme de la peinture : cette méthode artisanale a contribué à accentuer le caractère fantastique du film. Le type de pellicule utilisée était une Kodak avec une faible sensibilité ISO de 30-40 : il fallait donc beaucoup de lumière pour être imprimé, mais cela augmentait nettement la profondeur de champ des images, qui présentent par conséquent des couleurs primaires très accentuées (du rouge écarlate au bleu profond, du vert émeraude au jaune ocre) : c'est le résultat de l'utilisation de procédés d'imbibition, dont les effets avaient déjà été expérimentés dans des films comme Le Magicien d'Oz ou Autant en emporte le vent. Suspiria est, en fait, l'un des derniers films à utiliser ces techniques pour les besoins de la photographie et du format Technicolor, qui était désormais en voie d'abandon, notamment en raison des coûts élevés que le système engendrait. Argento et Tovoli ont réussi à trouver la dernière machine à développer encore en fonctionnement à l'usine Technicolor de Rome ; la machine, une fois déclassée, a été vendue à des acheteurs chinois. C'est grâce à cette technique que le film possède cette esthétique caractéristique très particulière qui peut provoquer un effet hypnotique. Le réalisateur a déclaré que c'est la vision de Blanche-Neige et les Sept Nains de Walt Disney qui l'a inspiré sur le plan chromatique, et que pour se rapprocher des couleurs fortes de ce film, il l'a regardé attentivement avec Tovoli ; une autre référence stylistique fondamentale était le cinéma expressionniste allemand pour son utilisation particulière du symbolisme et du contraste visuel. Le chef opérateur a confié qu'il avait demandé à Argento de réaliser les trucages visuels le plus directement possible pendant le tournage et non en post-production afin de les rendre efficaces et de conserver un ton expérimental à la Georges Méliès. Argento a ajouté que son défi personnel consistait à ne pas réaliser deux plans identiques tout au long du film, ce qui a nécessité, de sa part et de celle de Tovoli, un énorme effort pour choisir le type d'images à utiliser (en travaillant avec des storyboards et des « shots list », c'est-à-dire la liste de tous les plans possibles).
Le réalisateur multiplie également les références à l'artiste néerlandais Maurits Cornelis Escher, très connu pour ses nombreuses constructions irrationnelles et autres effets d'optique. On retrouve par exemple l'une des compositions d'Escher sur le papier peint de la chambre où se fait attaquer la première victime. Par ailleurs, la rue où se situe l'académie de danse se nomme Escher Straße, c'est-à-dire « rue Escher ».

### Musique
Le groupe italien de rock progressif Goblin (Claudio Simonetti, Agostino Marangolo, Massimo Morante et Fabio Pignatelli) a composé la majeure partie de la musique du film en collaboration avec Argento lui-même. Les Goblin avaient déjà composé la musique du film précédent d'Argento, Les Frissons de l'angoisse, ainsi que de plusieurs films après Suspiria. Comme les compositions d'Ennio Morricone pour Sergio Leone, la musique des Goblin pour Suspiria a été créée avant le tournage du film. Le thème principal du film a été réalisé avec un bouzouki acheté personnellement par le réalisateur, un modèle particulier de mandoline d'origine hellénique au son particulièrement profond qu'Argento avait souhaité, car il en avait été frappé lors d'un voyage en Grèce peu avant le début du tournage. Le chant principal, organique, mystique et anxiogène, est assuré par Claudio Simonetti lui-même : il alternant la mélodie avec des halètements, des râles, des chuchotements qui ne veulent rien dire, selon les dires mêmes de l'auteur. Les percussions qui accompagnent les points les plus tendus du film sont au contraire des instruments africains. En raison de ces caractéristiques de contenu (à l'époque une véritable innovation dans la manière de composer pour les images, surtout en Italie), en plus d'être la bande originale la plus effrayante du groupe, c'est aussi la plus expérimentale, c'est pourquoi parmi les nombreuses réalisées c'est celle à laquelle Pignatelli et Morante sont le plus affectueusement attachés.
En 2012, le thème principal a été utilisé par l'équipe russe de natation synchronisée, composée de Natalia Ichtchenko et Svetlana Romachina, lors de l'épreuve en duo des jeux olympiques de Londres. Il est réutilisé dans de nombreux films hongkongais, notamment dans le film d'arts martiaux Nan bei zui quan (zh) (1979) de Yuen Woo-ping et dans la comédie d'épouvante Histoire de cannibales (1980) de Tsui Hark. Le thème principal est classé comme l'une des meilleures chansons sorties entre 1977 et 1979 dans le livre The Pitchfork 500 : Our Guide to the Greatest Songs from Punk to the Present, compilé par le site Web de musique influent Pitchfork.
Claudio Simonetti lui-même, avec son groupe Daemonia (it), a fait une reprise du morceau d'introduction de Suspiria. En Italie, le CD a été distribué, comme les autres œuvres de Goblin, par Cinevox, tandis qu'aux États-Unis, le DVD du film produit par Anchor Bay contient également la partition. Elle a été échantillonée sur la chanson Legal Coke de Raekwon et Ghostface Killah sur la mixtape R. A. G. U., par RJD2 pour la chanson Weather People de Cage (en) et par Army of the Pharaohs dans leur chanson Swords Drawn. Mille Petrozza, guitariste et chanteur du groupe de metal Kreator dit s'être inspiré de la musique du générique du film pour composer Mars Mantra, la première piste de l'album Phantom Antichrist.

## Exploitation
Le film est sorti en Italie le 1er février 1977. Le film connaît un grand succès en Italie, à tel point qu'il se classe à la 7e place du box-office Italie 1976-1977 avec 3 681 889 entrées pour des recettes de 1 430 000 000 lires. Cependant, ce succès n'égale pas les 5,7 millions d'entrées des Frissons de l'angoisse ou les 6,5 millions d'entrées du Chat à neuf queues, le plus grand succès d'Argento. Selon Argento, cela s'explique car le film était trop avant-gardiste pour les goûts du public italien moyen de l'époque, contrairement à ce qui s'est passé dans le reste du monde (notamment en France, en Allemagne de l'Ouest, au Japon, aux États-Unis et au Royaume-Uni) où il a connu un énorme succès, rendant son auteur internationalement célèbre. Il en résulte une dichotomie : alors qu'en Italie, son film le plus connu est Les Frissons de l'angoisse, à l'étranger, le réalisateur est surtout connu pour Suspiria. En France, Suspiria reste avec 310 381 entrées le plus grand succès d'Argento.

### Accueil critique
La sortie du film est accompagnée d'une série de critiques plutôt mitigées pour Dario Argento et son œuvre. Giovanni Grazzini, critique du Corriere della Sera, a écrit : « Un diplôme honorifique en technologie de l'épouvante. Dario Argento ne mérite pas moins pour un film qui entrera probablement dans l'histoire du cinéma de la chair de poule ». Tullio Kezich, en revanche, dans son ouvrage Il nuovissimo mille film - Cinque anni al cinema 1977-1982 a fait un sort au film, en soutenant qu'entre mérites et défauts, le réalisateur des Frissons de l'angoisse est toujours le même, qu'en effet dans une diversification progressive il se raffine et s'alourdit en même temps. Morando Morandini, dans son Dizionario dei film, lui donne deux étoiles, affirmant que « le désintérêt d'Argento pour la logique narrative est ici macroscopique, programmatique. Mais dans le même temps, grâce à la musique des Goblins, il invente le giallo assourdissant : il frappe autant l'oreille que le nerf optique ». Pino Farinotti et Paolo Mereghetti, dans leurs dictionnaires, attribuent au contraire trois étoiles au film, bien que le premier ne laisse pas de commentaire, tandis que le second juge le film positivement, le considérant parmi les meilleurs de la carrière du réalisateur.

« Chez Argento, cinéaste de la surface, la profondeur (psychologique ou visuelle) n’existe pas. Cette obsession décorative donne naissance à des trouvailles de mise en scène stupéfiantes et déteint sur la direction des acteurs, figurines expressionnistes dont le jeu retrouve l’intensité hystérique des « dive » du cinéma muet italien. Le scénario tient sur le fil d’une énigme, dont la clé est bien sûr cachée parmi les éléments du décor, labyrinthe surchargé de motifs livrés à l’interprétation de la frêle héroïne. Tout contribue dans Suspiria (le rock progressif des Goblin, les scènes choc sanglantes et stridentes, le Technicolor saturé de rouge et de bleu de Luciano Tovoli) à la création d’une œuvre inoubliable, qui générera autour d’elle, au fil du temps, une secte d’adorateurs dans le monde entier. »

— Olivier Père
D'après Aurélien Férenczi dans Télérama, « Suspiria n'est pas un film narratif, mais un collage savant d'effets visuels et sonores où le rouge sang est récurrent. C'est cet imaginaire baroque et coloré qui va devenir par la suite (et jusqu'à plus soif) la marque de fabrique du cinéaste, en cela digne successeur de Mario Bava ». Même son de cloche dans le Lexikon des internationalen Films : « Un film d'horreur basé sur des effets nerveux, réalisé par le spécialiste italien du genre Dario Argento, dont l'histoire plutôt mince ne repose pas sur la logique, mais sur une peinture sophistiquée des moments de choc drastiques, tant au niveau des couleurs que de la musique et de l'atmosphère ».

### Restauration
Le film a été tourné avec des négatifs Eastmancolor et a été la dernière grande production de ce type à utiliser le procédé Technicolor Dye Transfer. Pour le 40e anniversaire de sa première sortie au cinéma, Suspiria a été restauré en 4K à partir du négatif, préservant ainsi sa qualité originale. Le 35 mm, endommagé en plusieurs endroits par des déchirures, des rayures et des taches, a été soigneusement corrigé numériquement. La restauration a été effectuée par TeleFilm Restoration & Preservation Services, en Allemagne, pour le compte de la société italienne Videa (it).
Pour le générique d'ouverture, en l'absence de police de caractères, le département graphique de LVR Digital, après avoir acquis les images originales du film, a reconstruit un alphabet partiel en utilisant une technique de masque graphique. La partie la plus complexe a été de compléter l'alphabet en créant des chiffres et des lettres, de manière qu'ils suivent le style des caractères déjà présents, afin de créer pour de bon la « police Suspiria ». Par la suite, les titres seront réécrits sur le master restauré, retrouvant également les positions originales souhaitées par le réalisateur Dario Argento. Entre le 30 janvier et le 1er février 2017, le film est revenu dans les salles de cinéma italiennes dans une version restaurée 4K, distribué par QMI/Stardust en collaboration avec Videa.

## Postérité

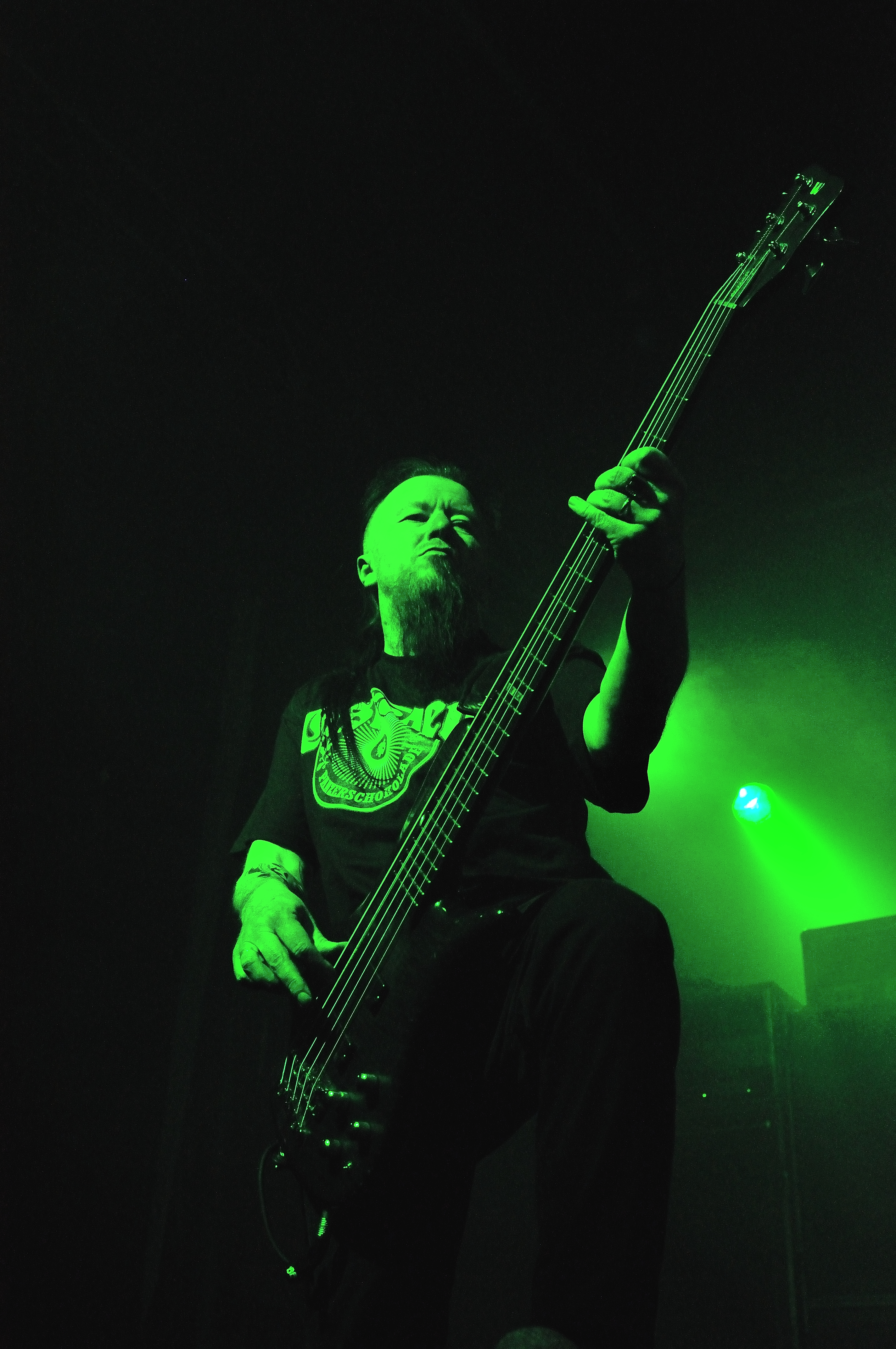
Le groupe allemand Eisregen (ici le bassiste Peter Haag) a consacré une chanson au film sur l'album Fleischfilm.

Trois groupes de musique ont choisi leur nom en hommage au film : le groupe de thrash metal norvégien Susperia ; un groupe pionnier de rock gothique britannique du milieu des années 1990 et le projet witch-house Mater Suspiria Vision. Plusieurs albums ont également utilisé le titre, notamment un album du groupe de métal symphonique autrichien Darkwell, un album du groupe de darkwave britannique Miranda Sex Garden et Suspiria de Profundis du groupe français Die Form, dont le titre peut également être interprété comme inspiré directement de l'œuvre du même titre de Thomas de Quincey. La musique du film a également été imitée et échantillonée par divers artistes, notamment Ministry dans le morceau Psalm 69 de leur album Psalm 69: The Way to Succeed and the Way to Suck Eggs, Cage Kennylz (en) sur Weather People et Atmosphere sur Bird Sings Why the Caged I Know. Le groupe américain de death metal Infester a inclus un extrait du film dans sa chanson Chamber of Reunion, tirée de son album To the Depths, In Degradation (1994). Le Two Star Symphony Orchestra, basé à Houston, au Texas, a inclus un morceau intitulé Goblin Attack sur son CD Danse Macabre : Constant Companion (2004), qui contient une interprétation pour cordes du thème de Suspiria ; le titre du morceau semble également être une référence au groupe Goblin. Le groupe finlandais The 69 Eyes ont une chanson intitulée Suspiria Snow White sur leur album Back in Blood (fi) (2009). L'intrigue du film (et de ses deux suites) a été reprise en 2017 par le groupe allemand de dark metal Eisregen dans la chanson Drei Mütter sur leur album Fleischfilm (de).
Le notti della luna piena, troisième épisode de la saga de bande dessinée du Dylan Dog, contient de nombreuses références au film : l'histoire se déroule en Allemagne, dans la Forêt-Noire ; l'un des lieux clefs de l'histoire est une école fréquentée exclusivement par des filles, dirigée par deux sœurs âgées (qui se révèlent finalement être des sorcières) auxquelles est soumis un gardien nommé Otto qui, comme Pavlo, ne parle pas et semble avoir de sérieux problèmes de comportement. À la fin de l'épisode, l'école brûlera et sera détruite après la mort des sorcières, exactement comme à la fin du film. Dans la bande dessinée Dampyr (it) de Mauro Boselli et Maurizio Colombo (it), le nom de l'un des alliés du protagoniste Harlan Draka est Hans Milius, en hommage au personnage du même nom dans Suspiria : lui aussi est professeur à l'université de Fribourg. Dans les livres de Simon R. Green, il est souvent fait mention d'une « Académie de danse de la Forêt-Noire » en Allemagne, un lieu où se réunissent sorcières et satanistes, une référence possible à Suspiria.
Le jeu vidéo de survival horror sorti en 2018 et intitulé Remothered: Tormented Fathers (it) du développeur italien Chris Darril (it) est non seulement fortement inspiré de Suspiria, mais cite aussi directement la matriarche Helena Markos. Lors de l'entrée en scène de l'antagoniste Suora Rossa dans le jeu vidéo d'horreur de 2018, on peut l'entendre s'exclamer la phrase « Vous voulez me tuer ? ». La même phrase, avec un timbre et une cadence identiques, que l'effrayante Helena Markos prononce face à la jeune Susy Benner, jouée par Jessica Harper, quelques instants avant l'épilogue.
Suspiria figure dans le film documentaire Terreur dans la salle (1984). Dans la comédie dramatique Juno (2007), Suspiria est considéré par le personnage-titre comme le film le plus gore jamais réalisé, jusqu'à ce qu'on lui montre The Wizard of Gore et qu'elle change d'avis, affirmant qu'il est effectivement plus gore que Suspiria. Argento rendra la pareille en faisant allusion à Juno dans son film Giallo (2009). Le film est également mentionné dans l'épisode The Seminar de la saison 7 de The Office, dans la collection de films d'horreur de Kirby Reed dans le film d'horreur Scream 4 (2011), et dans la saison 5 d'American Horror Story, où un personnage regarde Suspiria à la télévision.
En mars 2020, une nouvelle bande son, avec des membres de King Gizzard & The Lizard Wizard et d'autres musiciens de Melbourne, a été jouée en direct lors d'une projection du film.
Dans le Shinjuku Golden Gai de Tokyo, un petit bar nommé Cambiare (litt. « changer », « transformer » ou « convertir » en italien) rend hommage au film par son décor, sa fenêtre, sa police de caractères et sa musique d'ambiance basée sur le film.

### La trilogie des trois mères
Suspiria est le premier d'une trilogie de films d'Argento, appelée Trilogie des trois mères. La trilogie est centrée sur trois sorcières, ou trois « Notre-Dame de la Tristesse », qui déchaînent le mal en trois endroits du monde. Dans Suspiria, Helena Marcos est Mater Suspiriorum (Notre-Dame des Soupirs). Le second volet intitulé Inferno (1980) est centré sur Mater Tenebrarum (Notre-Dame des Ténèbres), résidante à New York. Le dernier volet de la trilogie, La Troisième Mère (2007), met en scène Mater Lacrimarum (Notre-Dame des Larmes) résidant à Rome.
Le critique de cinéma L. Andrew Cooper note que « l'expérience esthétique est sans doute la source ultime de 'signification' dans tous les films d'Argento, mais Suspiria et les autres films de la trilogie des Trois Mères vont plus loin dans l'importance accordée à l'esthétique en reliant consciemment leurs mondes irrationnels au romantisme du XIXe siècle et à l'esthétisme qui en est issu ».

### Remake non filmé
En 2008, MTV a annoncé qu'un remake de Suspiria était en cours de production, et qu'il serait réalisé par David Gordon Green, qui a réalisé des films tels que L'Autre Rive et Délire Express. L'annonce a été accueillie avec hostilité par certains, dont Argento lui-même. Le film devait être produit par la société de production italienne First Sun. En août 2008, il a été rapporté que Natalie Portman et Annette Savitch via la société Handsome Charlie Films devaient produire le remake, et que Portman jouerait le rôle principal. Le projet a également été annoncé comme devant être produit par Marco Morabito et Luca Guadagnino. Après une période sans nouvelles au cours de laquelle on pensait que la tentative de remake avait échoué, Green a déclaré en août 2011 qu'il essayait toujours de refaire le film. Il a été annoncé le 15 mai 2012 que l'actrice Isabelle Fuhrman tiendrait le rôle principal. Plus tard cette année-là, cependant, le remake prévu a été mis en attente. En janvier 2013, Green a révélé qu'il pourrait ne jamais avoir lieu en raison de problèmes juridiques. En avril 2014, Green a admis que le remake était trop coûteux à faire alors que la mode était au petit budget du found footage, et donc le film n'a finalement pas été fait.
En avril 2015, une série télévisée en langue anglaise adaptée du film — ainsi qu'une série adaptée du film Django (1966) de Sergio Corbucci — a été annoncée comme étant développée par Atlantique Productions et Cattleya. Les deux séries devaient être composées de douze épisodes de 50 minutes, avec la possibilité de plusieurs saisons.

### Le film homonyme de 2018
Luca Guadagnino annonce lors de la Mostra de Venise 2015 qu'il réaliserait une nouvelle version de Suspiria, avec l'intention d'utiliser la distribution de son film A Bigger Splash (Tilda Swinton, Matthias Schoenaerts, Ralph Fiennes et Dakota Johnson). Avant que son projet ne soit officialisé, Johnson a déclaré qu'elle entreprenait un entraînement de ballet pour se préparer. Le 23 novembre 2015, Guadagnino a révélé que le tournage commencerait en août 2016. En octobre 2016, il a été annoncé que Chloë Grace Moretz partagerait la vedette, aux côtés de Johnson et Swinton. L'actrice française Sylvie Testud fait finalement aussi partie de la distribution. Le film a terminé son tournage le 10 mars 2017 à Berlin. Le film a été décrit par Guadagnino comme un « hommage » au film de 1977 plutôt qu'un remake direct. La version de Guadagnino se déroule à Berlin vers 1977 (l'année de sortie du film d'Argento), avec une thématique centrée sur « la force intransigeante de la maternité ». Argento a émis des réserves sur le fait que son collègue ait trahi l'esprit du film original.